# Симон, Эдуар-Тома
Эдуар-Тома Симон (фр. Edouard-Thomas Simon; 16 октября 1740, Труа — 4 апреля 1818, Безансон) — французский врач и библиотекарь, писатель и переводчик. Отец генерала Эдуара Франсуа Симона.
На протяжении двадцати лет занимался медициной в Труа, в 1786 году переехал в Париж, где первоначально занимался как медицинской практикой, так и написанием литературных произведений. Издал сборник переводов, антологию «Избранные эротические стихотворения» (фр. Choix de poésies érotiques; 1786), куда среди прочих включил стихотворения венецианца Андреа Наваджеро (1483—1529). После начала Великой французской революции (1789) был назначен членом столичного Совета по гигиене и государственным пособиям.
При принятии Конституции III года провёл в жизнь план создания единой публичной библиотеки для обоих законодательных советов, стал её куратором и в период Консульства в такой же должности возглавлял библиотеку Трибуната.
После падения Трибуната (1807) работал в области народного образования, стал профессором изящной словесности в Безансонском лицее и работал там до конца жизни, не прекращая при этом заниматься литературой. Ещё в период жизни в Труа сотрудничал в 1782—1786 годах в «Journal de Troyes» и в 1776—1787 годах в «Almanach de la Ville et du Diocèse de Troyes». Главные его произведения: «Взгляд республиканца на „Картины Европы“» (фр. Coup d’oeil d’un républicain sur Les Tableaux de l’Europe; 1796, ответ на «Картины Европы» Ш. А. Калонна), трагедия «Муций, или Свободный Рим» (фр. Mutius ou Rome libre; 1802), роман «Сирота из Чёрного леса» (фр. L’Orphelin de la Forêt Noire; 1812), поэма «Saint-Louis» (1816). Выполнил также переводы стихов различных авторов с греческого, латинского, итальянского языков (трёхтомное собрание переводов Марциала стихами и прозой издано посмертно). Некоторые произведения написал под псевдонимами: Edward Tom Yomns и M.S***D.M..